# キルケゴールの祈り
キルケゴールの祈り（キルケゴールの祈り）とは、セーレン・キェルケゴールの祈り。また、これに基づく、サミュエル・バーバーのカンタータ。合唱、大規模なオーケストラとソプラノのソロがある。
The Unchangeableness of God  と　Christian Discoursesによる。

四部からなり、最初にグレゴリオ聖歌の形式がおかれている。